# Теллвик, Дэйв
Дэйв Те́ллвик (англ. Dave Tellvik) — американский кёрлингист.
В составе мужской сборной США серебряный призёр чемпионата мира 1975. Чемпион США среди мужчин. Участвовал в семи чемпионатах США среди мужчин.
Играл на позиции первого.

## Достижения
- Чемпионат мира по кёрлингу среди мужчин: серебро (1975).
- Чемпионат США по кёрлингу среди мужчин: золото (1975).

## Команды
| Сезон   | Четвёртый  | Третий          | Второй   | Первый       | Турниры             |
| ------- | ---------- | --------------- | -------- | ------------ | ------------------- |
| 1974—75 | Эд Рислинг | Чарльз Лундгрен | Гэри Шни | Dave Tellvik | ЧСША 1975 · ЧМ 1975 |

(скипы выделены полужирным шрифтом)

## Частная жизнь
Его сын Дейл Рислинг (англ. Dale Risling) — тоже кёрлингист, двукратный чемпион США среди юниоров (1981, 1982)